# Hooten and the Lady
Hooten and the Lady est une série télévisée anglaise en 8 épisodes de 47 minutes, créée par Tony Jordan, James Payne, Sarah Phelps, Jeff Povey et Richard Zajdlic et diffusée entre le 16 septembre 2016 et le 4 novembre 2016 sur la chaine Sky 1.
Aux États-Unis, la série a été diffusée entre le 13 juillet 2017 et le 31 août 2017 sur The CW.
En France, la série a été diffusée du 17 juin 2017 au 8 juillet 2017 sur France 4 et du 9 janvier 2022 au 30 janvier 2022 sur Gulli.
Au Québec, la série est disponible en vidéo sur demande sur Club Illico depuis le 9 février 2018.

## Synopsis
L'aventurier Ulysse Hooten et l'historienne "Lady" Alex Lindo-Parker font équipe pour retrouver des trésors et des reliques cachés à travers le monde.

## Distribution

### Acteurs principaux
- Michael Landes (VFB : Erwin Grünspan) : Ulysse Hooten
- Ophelia Lovibond (VFB : Claire Tefnin) : Lady Alex Lindo-Parker
- Jessica Hynes (VFB : Monia Douieb) : Ella Bond
- Shaun Parkes (VFB : Jean-Marc Delhausse) : Clive Stephenson

### Acteurs récurrents et invités
- Jane Seymour (VFB : Myriam Thyrion) : Lady Lindo Parker
- Jonathan Bailey (VFB : Maxime Van Santfoort) : Edward
- Olivia Grant (en) (VFB : Maia Baran) : Valyria (épisode 6)

## Production
Le 2 août 2017, The CW dévoile que Sky 1 a pris la décision d'annuler la série.

## Épisodes
1. A la recherche de la cité perdue (The Amazon)
2. Le livre des Sybilles (Rome)
3. Le tombeau d'Alexandre (Egypt)
4. Le manuscrit de Bouddha (Bhutan)
5. Les richesses perdues de Saba (Ethiopia)
6. Le cœur brisé (Moscow)
7. Le joyau Cintamani (Cambodia)
8. Le trésor du capitaine Morgan (The Caribbean)

## Accueil
Le premier épisode diffusé aux États-Unis n'a attiré que 920 000 téléspectateurs.